# Cole (film)
Cole è un film drammatico del 2009 diretto da Carl Bessai.

## Riconoscimenti
- 2010 - Leo Awards
  - Miglior attore non protagonista a Chad Willett
  - Candidatura come miglior film drammatico
  - Candidatura come miglior regia a Carl Bessai
  - Candidatura come miglior fotografia a Carl Bessai
  - Candidatura come miglior montaggio a Mark Shearer
  - Candidatura come miglior colonna sonora a Clinton Shorter
  - Candidatura come miglior attrice non protagonista a Sonja Bennett
  - Candidatura come miglior attrice non protagonista a Rebecca Jenkins
  - Candidatura come miglior attore protagonista a Richard de Klerk
  - Candidatura come miglior attrice protagonista a Kandyse McClure
- 2010 - Festival cinematografico internazionale di Mosca
  - Candidatura al Giorgio d'Oro a Carl Bessai
- 2011 - Genie Awards
  - Candidatura come miglior attrice non protagonista a Sonja Bennett